# Дворец волейбола
Дворец волейбола имени Увайса Ахтаева — спортивный объект в Грозном, домашняя площадка волейбольного клуба «Грозный». Здание было заложено в мае 2016 года. 12 сентября 2017 года состоялось открытие дворца.

## Описание
Дворец позволяет проводить соревнования международного уровня. Зрительный зал вмещает 5 тысяч человек. Площадь помещений составляет 8500 м². Дворец позволяет проводить соревнования по баскетболу, дзюдо, борьбе, тхэквондо и другим видам спорта. Конструкция рассчитана на землетрясения силой до 9 баллов.

## История
После возрождения местного волейбольного клуба «Грозный» он первое время базировался в Кисловодске. Тренировки и домашние матчи команда проводила в зале СДЮШОР «Старт», а с 2009 года — в спортивном зале Кисловодского гуманитарно-технического института.
В 2013 году, до начала второго сезона «Грозного» в Суперлиге, команда переехала в Подмосковье и в течение двух лет выступала во дворце спорта «Надежда» в посёлке Большевик Серпуховского района.
24 октября 2015 года был проведён первый в истории возрождённого клуба матч в Грозном. В стартовом туре первенства высшей лиги «А» в спорткомплексе «Олимпийский» был побеждён махачкалинский «Дагестан».
24 сентября 2017 года во вновь построенном дворце состоялся первый матч. «Грозный» проиграл московской команде МГТУ со счётом 3:2. В том же году с 30 сентября по 9 октября во дворце прошёл чемпионат России по боксу. 10 — 13 октября 2018 года во дворце проходил чемпионат России по дзюдо. В соревнованиях приняли участие 519 спортсменов (350 дзюдоистов и 169 дзюдоисток). 21-27 марта 2022 года во дворце спорта прошёл чемпионат России по кикбоксингу.